# Annemarie Wernicke
Annemarie Wernicke (* 11. Oktober 1925 in München; † 4. Mai 2023 ebenda) war eine deutsche Schauspielerin.

## Leben und Karriere
Annemarie Wernicke, die Tochter des Schauspielers Otto Wernicke, gab 1948 neben ihrem Vater in Thomas Engels Treibgut im Studio des Bayerischen Staatsschauspiels ihr Bühnendebüt. Zwischen 1954 und 1993 gehörte sie zum Ensemble des Bayerischen Staatsschauspiels. In dieser Zeit verkörperte die zur Staatsschauspielerin ernannte Annemarie Wernicke zahlreiche klassische Bühnenrollen und arbeitete mit verschiedenen renommierten Regisseuren zusammen. So spielte sie beispielsweise 1979 im Residenztheater die „Tante Juliana“ in Ingmar Bergmans Inszenierung von Henrik Ibsens Hedda Gabler und zwei Jahre später im selben Haus im Rahmen von Bergmans dramatischem Triptychon Nora und Julie; Szenen einer Ehe. The Bergman Project die „Frau Linde“ in Nora.
Daneben übernahm sie sporadisch auch Rollen in Film- und Fernsehproduktionen. Sie spielte in Kinderfilmen wie Walter Oehmichens Märchenadaption Brüderchen und Schwesterchen und der 1973 entstandenen Verfilmung von Erich Kästners Das fliegende Klassenzimmer, in Fernsehadaptionen von Theaterstücken wie Nikolaj Gogols Heiratskomödie, Anton Tschechows Kirschgarten und Ludwig Thomas Zwei Einakter sowie in der Fernsehreihe Tatort.
Außerdem arbeitete sie als Sprecherin für Hörspiele und Animationsfilme wie Ferdinand Diehls Immer wieder Glück. Als Synchronsprecherin lieh sie ihre Stimme u. a. Cécile Aubry in Die schwarze Rose, Jörgen Lindström in Das Schweigen sowie Butterfly McQueen in Vom Winde verweht und Duell in der Sonne.

## Filmografie (Auswahl)
- 1953: Brüderchen und Schwesterchen
- 1955: Die Heiratskomödie nach Nikolaj Gogol
- 1960: Lampenfieber
- 1960: Der Gauner und der liebe Gott
- 1967: Der Werbeoffizier
- 1967: Dichters Ehrentag
- 1967: Das Gold von Bayern
- 1970: Der Kirschgarten Anton Tschechow
- 1973: Zwei Einakter Ludwig Thoma
- 1973: Das fliegende Klassenzimmer
- 1974: Goldfüchse
- 1975: Die Medaille
- 1975: Tatort: Das zweite Geständnis

## Hörspiele (Auswahl)
Quelle: ARD-Hörspieldatenbank
- 1952: Das Festbankett – Regie: Heinz-Günter Stamm (BR)
- 1953: Heute Nacht in Samarkand – Regie: Heinz-Günter Stamm (BR)
- 1954: Zahlungsaufschub – Regie: Willy Purucker (BR)
- 1955: Der Trommler von Ruanda – Regie: Hanns Cremer (BR)
- 1956: Indianische Ballade – Regie: Otto Kurth (BR)
- 1956: Die Räuberbande – Regie: Helmut Brennicke (BR)
- 1957: Der Pfarrer von Gillbach – Regie: Hans-Reinhard Müller (BR)
- 1958: Der Biberpelz – Regie: Walter Ohm (BR)
- 1959: Romeo und Julia – Regie: Heinz von Cramer (BR)
- 1961: Heimliche Brautfahrt – Regie: Heinz-Günter Stamm (BR)
- 1964: Tistou mit dem grünen Daumen – Regie: Robert Bichler (RB / BR)
- 1965: Strandläufer – Regie: Hans Dieter Schwarze (BR)
- 1965: Der Sohn – Regie: Peter Schulze-Rohr (BR)
- 1966: Die Ursitory – Regie: Robert Bichler (BR / SWF / SR DRS / ORF)
- 1967: Der Nachmittag des Herrn Andesmas – Regie: Cläre Schimmel (SDR / NDR)
- 1968: Peer Gynt – Regie: Heinz-Günter Stamm (BR)
- 1969: Regina B. – Ein Tag in ihrem Leben – Regie: Walter Ohm (BR / HR)
- 1986: Ein Krug Oliven – Regie: Werner Simon (BR)
- 1993: Wie der Teufel den Heiligen Drei Königen geholfen hat – Regie: Anke Beckert (SDR)